# Lecție în infinit
Lecție în infinit este un film românesc din 1965 regizat de Sergiu Nicolaescu.